# Eupterella acuminata
Eupterella acuminata är en insektsart som beskrevs av Delong och Ruppel 1950. Eupterella acuminata ingår i släktet Eupterella och familjen dvärgstritar. Inga underarter finns listade i Catalogue of Life.